# Френкель, Карл
Карл Френкель (нем. Carl Fraenkel; 2 мая 1861, Шарлоттенбург — 29 декабря 1915, Гамбург) — немецкий гигиенист и бактериолог.

## Биография
Был ассистентом в Берлинском гигиеническом институте Роберта Коха, профессором гигиены в Марбурге и Галле, где также состоит директором Гигиенического института. Гл. труды: «Grundriss der Bakterienkunde» (3-е изд. 1891), «Atlas der Bakterienkunde» (вместе с Пфейфером, 2-е изд., 1893) и ряд работ по вопросам канализации, водоснабжения, смертности грудных детей, борьбы с алкоголизмом и венерическими болезнями в журн.: «Zeitschr. für Hygiene» и «Hygienischen Rundschau».